# Дзантиев, Сергей Шамильевич
Серге́й Шамильевич Дза́нтиев (род. 16 февраля 1962, Владикавказ) — североосетинский политик, глава администрации местного самоуправления города Владикавказа (2009—2015).

## Биография
В 1984 году окончил Северо-Осетинский Государственный Университет им. К. Л. Хетагурова, в 1985 году Северо-Кавказский горно-металлургический институт.
Кандидат экономических наук.
С 1987 по 1992 годы — инструктор отдела комплексного экономического и социального развития Совета Министров СОАССР, помощник Председателя Совета Министров СОАССР.
С 2005 по 2009 годы — заместитель Председателя Правительства РСО — Алания.
С июня 2009 по октябрь 2017 года — глава администрации местного самоуправления города Владикавказа.
Женат. Воспитывает 3 детей.

### Уголовное преследование
5 декабря 2016 был объявлен в федеральный розыск по подозрению в хищении бюджетных средств.